# Amstel Gold Race 1968
La 3ª edición de la Amstel Gold Race se disputó el 21 de septiembre de 1968 en la provincia de Limburg (Países Bajos). La carrera constó de una longitud total de 245 km, entre Helmond y Elsloo.
El vencedor final fue el holandés Harry Steevens (Willem II-Gazelle) fue el vencedor de esta edición al imponerse al esprint en la línea de meta de Elsloo. Los belgas Roger Rosiers y Daniel Van Ryckeghem (ambos de Dr. Mann-Grundig) fueron segundo y tercero respectivamente. 

## Clasificación final
| Pos. | Ciclista                 | Equipo                           | Tiempo     |
| ---- | ------------------------ | -------------------------------- | ---------- |
| 1    | Harry Steevens           | Willem II-Gazelle                | 5h 52' 29" |
| 2    | Roger Rosiers            | Dr. Mann-Grundig                 | m. t.      |
| 3    | Daniel Van Ryckeghem     | Dr. Mann-Grundig                 | + 01"      |
| 4    | Jo De Roo                | Willem II-Gazelle                | m. t.      |
| 5    | Wim Schepers             | Caballero                        | m. t.      |
| 6    | Jos Huysmans             | Dr. Mann-Grundig                 | m. t.      |
| 7    | Etienne Buysse           | Pull Over Centrale-Tasmanie-Novy | m. t.      |
| 8    | Cees Zoontjes            | Caballero                        | m. t.      |
| 9    | Eddy Beugels             | Mercier-Hutchinson-BP            | m. t.      |
| 10   | Bernard Van De Kerckhove | Pelforth-Sauvage-Lejeune         | m. t.      |